# Iso-Pyörynen
Iso-Pyörynen eller Iso Pyörynen är en sjö i Finland. Den ligger i kommunen Lieksa i landskapet Norra Karelen, i den centrala delen av landet, 400 km nordost om huvudstaden Helsingfors. Iso-Pyörynen ligger 138,5 meter över havet. I omgivningarna runt Iso-Pyörynen växer i huvudsak barrskog. Den är 5,5 meter djup. Arean är 52,3 hektar och strandlinjen är 4,36 kilometer lång. Sjön  ingår i Vuoksens huvudavrinningsområde. 